# Rue Longue-des-Capucins
La rue Longue-des-Capucins est une voie de la ville de Marseille.

## Situation et accès
Cette rue située dans le 1er arrondissement de Marseille, va du boulevard Charles-Nédelec à la rue d'Aubagne après avoir traversé la Canebière.

## Origine du nom
C'est ici et dans ce quartier que la reine puis régente Catherine de Médicis avait acheté des terrains pour l'édification ultérieure d'un couvent religieux. L'ordre mendiant des Capucins s'installa ici en.1665. Mais en 1791, devenu Bien national lors de la Révolution française, il en sera expulsé.

## Bâtiments remarquables et lieux de mémoire
- Au n° 6 maison natale du peintre Adolphe Monticelli[citation nécessaire]
- Au n° 38 hôtel Hubaud du XVIIIe siècle ayant appartenu à Jean-Joseph Michel doyen du collège des médecins.[citation nécessaire]